# TODA BUILDING
TODA BUILDING（トダビルディング）は、東京都中央区京橋に所在する超高層建築物である。

## 概要
1961年5月に竣工した戸田建設の旧本社「新八重洲ビルディング（2006年にTODA BUILDINGへ名称変更）」の建て替え事業として、（旧）TODA BUILDING及び全信組連ビル等周辺の建物を解体した跡地に建設された。
旧本社の建て替え計画は2008年に始まり、2015年に「芸術文化の拠点づくり」と「地域の防災力強化」を掲げて東京都に特区提案が行われ、2016年3月に都市計画決定がなされた。
旧本社の建て替えを検討していた時期と同じ頃に、隣接するブリヂストン美術館が入っていたブリヂストンビルも建て替えの検討が進められていた。そこで戸田建設はブリヂストンビルを所有していた永坂産業と共同で街区を開発し、ミュージアムタワー京橋と（新）TODA BUILDINGの双方で芸術文化拠点を一体的に整備する計画となった。

## 施設
1～6階を芸術文化施設と商業施設、8～12階を戸田建設、13～27階をテナントオフィスフロアで構成する。
3Fには現代アートを代表する「タカ・イシイギャラリー」「小山登美夫ギャラリー」「KOSAKU KANECHIKA」「Yutaka Kikutake Gallery」の4つのギャラリー、6階にはソニー・クリエイティブプロダクツの運営する「CREATIVE MUSEUM TOKYO」、8階に戸田建設グループのミュージアム「TODA CREATIVE LAB “ TODAtte?（トダッテ）”」がそれぞれ入居し、「誰もが気軽に、芸術・文化を体感できる機会を創出」し、「新進アーティストの育成」と「情報発信の場の創出」を目指す。
テナントオフィスには味の素本社、コスモエネルギーホールディングスの本社・グループ企業などが入居予定。